# Twinkie Clark
Twinkie Clark, pseudonimo di Elbernita Clark (Detroit, 15 novembre 1954), è una cantautrice, produttrice discografica e musicista statunitense.

## Biografia
Dopo aver studiato alla Howard University, Twinkie Clark è divenuta nota come membro del gruppo gospel The Clark Sisters. Ha pubblicato anche numerosi album da solista, di cui cinque entrati nella Top Gospel Albums di Billboard. Nel novembre 2012 ha ricevuto un dottorato onorario dal Christian Bible Institute and Seminary ed è stata riconosciuta dal dipartimento musicale della COGIC.

## Discografia

### Album in studio
- 1979 – Praise Belongs to God
- 1981 – Ye Shall Receive Power
- 1992 – Comin' Home
- 1996 – The Masterpiece
- 2011 – With Humility
- 2020 – The Generations (con Larry Clark)

### Album dal vivo
- 1996 – Twinkie Clark-Terrell Presents The Florida A&M University Gospel Choir
- 2002 – Twinkie Clark & Friends...Live in Charlotte
- 2004 – Home Once Again...Live in Detroit
- 2013 – Live & Unplugged

### Raccolte
- 2005 – Praise Belongs to God / Ye Shall Receive
- 2006 – Praise & Worship
- 2020 – You Brought the Sunshine (the Sound of Gospel Recordings 1976–1981) (con le The Clark Sisters)

### Singoli

#### Come artista principale
- 2005 – He Lifted Me
- 2010 – When Praises Go Up
- 2010 – God's Got a Blessing
- 2010 – Awesome God (con Larry Clark)
- 2013 – God Gave Me Favor
- 2013 – Speak God (feat. Karen Clark Sheard)
- 2014 – There is a Word (con Larry Clark)
- 2020 – In My Spirit (con Larry Clark)

#### Come artista ospite
- 2013 – I Gotta Feelin' (Eric Deon feat. Twinkie Clark)
- 2014 – I Thank God for Jesus (Anthony "Junebug" Turner & the Norfolk State University Voices of Inspiration Gospel Choir feat. Twinkie Clark)
- 2014 – Everything's Gonna Be Alright (The First Cathedral Mass Choir feat. Moses Tyson, Jr. e Twinkie Clark)